# Tom Crutchfield
Pour les articles homonymes, voir Crutchfield.
Tommy Edward Crutchfield, dit Tom Crutchfield, est un éleveur et trafiquant de reptiles américain basé à Homestead, en Floride. Surnommé par lui-même « le Mick Jagger du commerce de reptiles », il est notamment connu pour avoir été arrêté en 1999 dans le cadre de l'Opération Caméléon pour trafic d'animaux exotiques et viol du Lacey Act, ce qui a temporairement suspendu ses activités. L'affaire a été par la suite présentée dans l'émission télévisée Voyage au bout de l'enfer sur National Geographic. Tom Crutchfield est également mentionné, avec l'autre trafiquant Mike Van Nostrand, en 2008 par Bryan Christy dans son ouvrage The Lizard King et, en 2011, dans le livre Stolen World par Jennie Smith.

## Biographie

### Avant les reptiles
Avant de s'intéresser aux reptiles, Tom Crutchfield était un vendeur de tapis.

### Elevage de reptiles

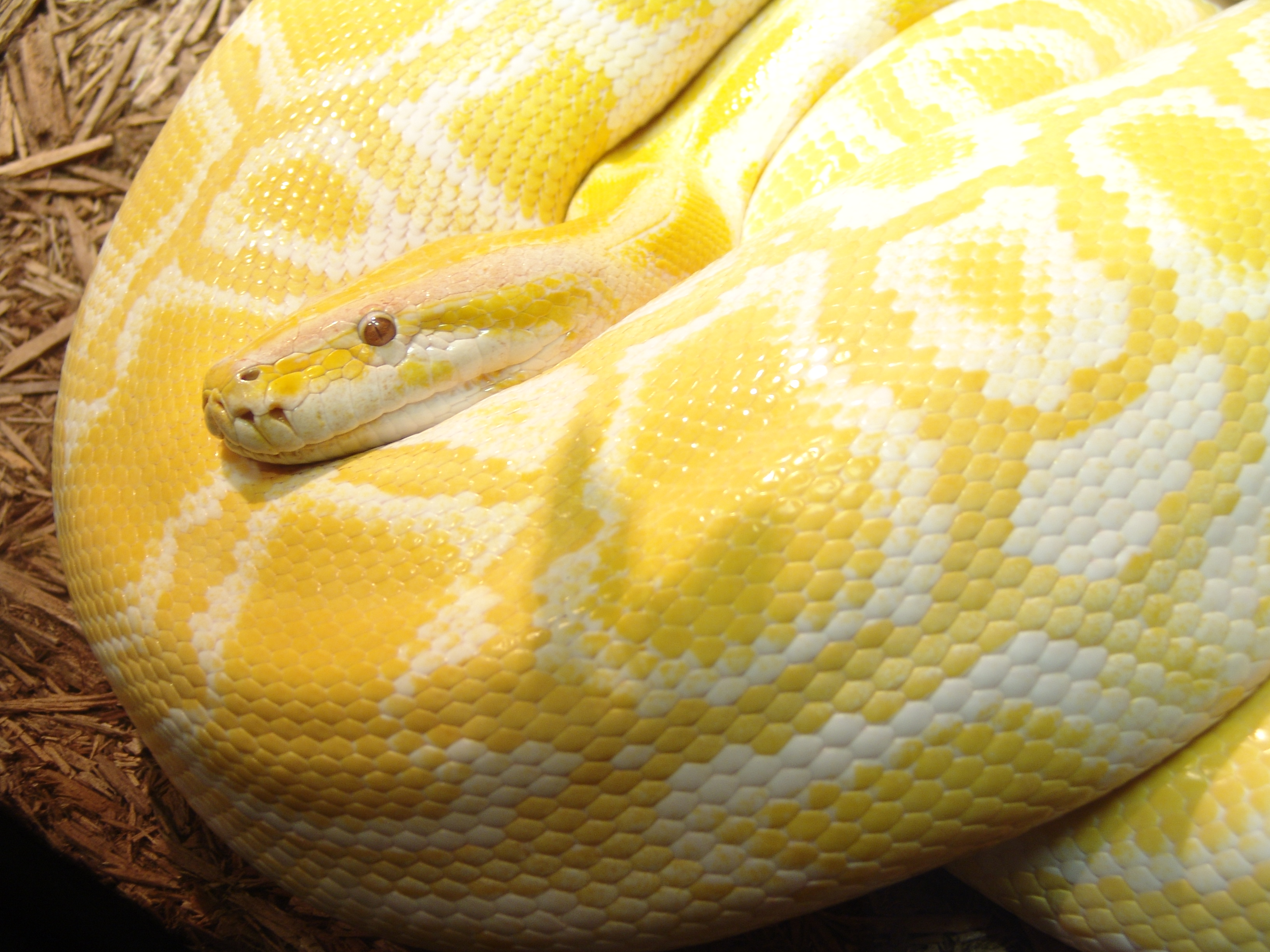
Un python birman albinos.

Crutchfield est connu pour son activité d'élevage de reptiles. En 1981, il achète le premier cas documenté de python birman albinos à un courtier thaï pour un montant de 21 000 USD, après avoir vu l'animal dans une édition de 1981 de la revue National Geographic. Il établit un partenariat avec Bob Clark pour produire le premier python birman albinos né en captivité à partir de cet animal. Il produit également le premier iguane vert albinos né en captivité et fournit des reptiles pour le besoin de films comme Indiana Jones et le Temple maudit et Les Aventuriers de l'arche perdue.

### Contrebande de reptiles et condamnations
En 1992, Crutchfield est condamné pour importation illégale de reptiles. Cette condamnation a peu d'impact sur ses affaires car cette même année, il importe seize vipères du Gabon et quatorze pythons birmans via le Zoo de Montgomery. En 1995, il est condamné une deuxième fois pour avoir importé illégalement des iguanes des Fidji aux États-Unis. Le jugement est cassé en appel car l'insistance du représentant de l'accusation en première instance à décrire le comportement sexuel de Penny Crutchfield, épouse de Tom, n'était pas pertinent dans une affaire d'importation illégale de reptiles.
En 1997, la police fédérale américaine et le US Fish and Wildlife Service informent Crutchfield qu'il est pour la troisième fois l'objet d'une enquête pour trafic d'animaux dans le cadre de l'Opération Caméléon. Il est notamment accusé d'avoir importé illégalement plus de 200 reptiles et amphibiens, dont des boas de Madagascar (Sanzinia madagascariensis et Acrantophis madagascariensis) et des espèces de tortues, toutes étant sous la protection de la CITES, avec la complicité de deux ressortissants allemands, Wolfgang Kloe et Frank Lehmeyer, et un ressortissant Japonais, Kei Tomono.Tom Crutchfield fuit alors immédiatement au Belize, mais il est extradé vers les États-Unis. Il est condamné à 30 mois de prison. À propos du trafic qu'il a commis entre 1992 et 1999, Tom Crutchfield déclare qu'il est « coupable parce que je suis coupable ».

### Fusillade de 2011
En mars 2011, Bruce Stephenson, associé de Crutchfield et propriétaire de la ferme aux serpents de Homestead (où Crutchfield a son activité), arrive sur la propriété avec une arme à feu. Il ouvre le feu et blesse légèrement Crutchfield avant de se barricader à l'intérieur de l'un des bâtiments. Le SWAT intervient et Bruce Stephenson meurt durant la confrontation,,.